# Ovar
Ovar és un municipi i una ciutat portuguès, situat al districte d'Aveiro, regió del Centre i subregió del Baixo Vouga. L'any 2001 tenia 55.198 habitants.
El municipi limita al nord amb el municipi d'Espinho, al nord-est amb Santa Maria da Feira, a l'est amb Oliveira de Azeméis, al sud amb Estarreja i amb Murtosa i a l'oest amb l'oceà Atlàntic, que banya prop de 15 km de la seva costa.
Aquest municipi inclou dues ciutats: Esmoriz i Ovar.

## Població
| Població del concelho d'Ovar (1801 – 2006) | Població del concelho d'Ovar (1801 – 2006) | Població del concelho d'Ovar (1801 – 2006) | Població del concelho d'Ovar (1801 – 2006) | Població del concelho d'Ovar (1801 – 2006) | Població del concelho d'Ovar (1801 – 2006) | Població del concelho d'Ovar (1801 – 2006) | Població del concelho d'Ovar (1801 – 2006) | Població del concelho d'Ovar (1801 – 2006) | Població del concelho d'Ovar (1801 – 2006) |
| ------------------------------------------ | ------------------------------------------ | ------------------------------------------ | ------------------------------------------ | ------------------------------------------ | ------------------------------------------ | ------------------------------------------ | ------------------------------------------ | ------------------------------------------ | ------------------------------------------ |
| 1801                                       | 1849                                       | 1900                                       | 1930                                       | 1960                                       | 1981                                       | 1991                                       | 2001                                       | 2004                                       | 2006                                       |
| 10822                                      | 10075                                      | 25605                                      | 29970                                      | 35320                                      | 45378                                      | 49659                                      | 55198                                      | 56715                                      | 57511                                      |

## Freguesies
- Arada
- Mamarrosa
- Oiã
- Oliveira do Bairro
- Palhaça
- Troviscal